# Pinehaven
Pinehaven est une banlieue de la ville de Upper Hutt, située dans la partie inférieure de l’Île du Nord de la Nouvelle-Zélande.

## Situation
Pinehaven est une vallée tranquille, centrée sur une grande réserve avec une belle pièce de bush natif.C’est l’extrémité sud de la cité, repliée parmi les pins, couvrant les collines à l’est de la banlieue de Silverstream.

## Histoire
La ville de Pinehaven fut fondée en 1927 .
Les collines de Pinehaven furent initialement plantées avec des pins en 1928 par Sir Francis Chichester et Mr G.D.M Goodwin. 
La plupart des rues de Pinehaven sont dénommées d’après les membres de leurs familles, Wyndham (Road) était le fils de Goodwin, Jocelyn (Crescent) sa fille et Elmslie (Road), sa petite fille. 
Bien sur, la ‘Chichester Drive’ est dénommée d’après  Sir Francis lui-même.
Initialement Pinehaven était une communauté formée de petites "baches" ou cabanons (en), où les résidents venant de la cité de Wellington, s’échappaient pour les week-ends et les vacances. 
Pinehaven a une forte histoire de communauté harmonieuse et depuis la création de l’association des résidents de 1940, la «Pinehaven Progressive Association », a cherché activement des solutions locales et organisa les fonctions sociales.

## Installations
Groupées autour de la réserve se trouve un certain nombre d’installations de la communauté :
Le terrain fut généreusement donné à la communauté à perpétuité par Mr Goodwin.
- Le « Pinehaven Progressive Association Community Hall », construit avec des matériaux de recyclage des habitants locaux de Pinehaven durant les années 1940.
- L’école de Pinehaven, ouvrit en 1954
- La bibliothèque de Pinehaven, qui débuta ses activités en 1954 avec une petite collection de livres gardés dans la maison d’un résident.
- Le « club de tennis de Pinehaven».
- Le « centre de jeux de Pinehaven », ouvrit en 1970 [2].
- Le local des « scouts de Pinehaven » (Scout Hall) construit en 1972